# Tomosvaryella pterae
Tomosvaryella pterae är en tvåvingeart som beskrevs av Kapoor och Grewal 1985. Tomosvaryella pterae ingår i släktet Tomosvaryella och familjen ögonflugor. Inga underarter finns listade i Catalogue of Life.